# Église catholique en Inde

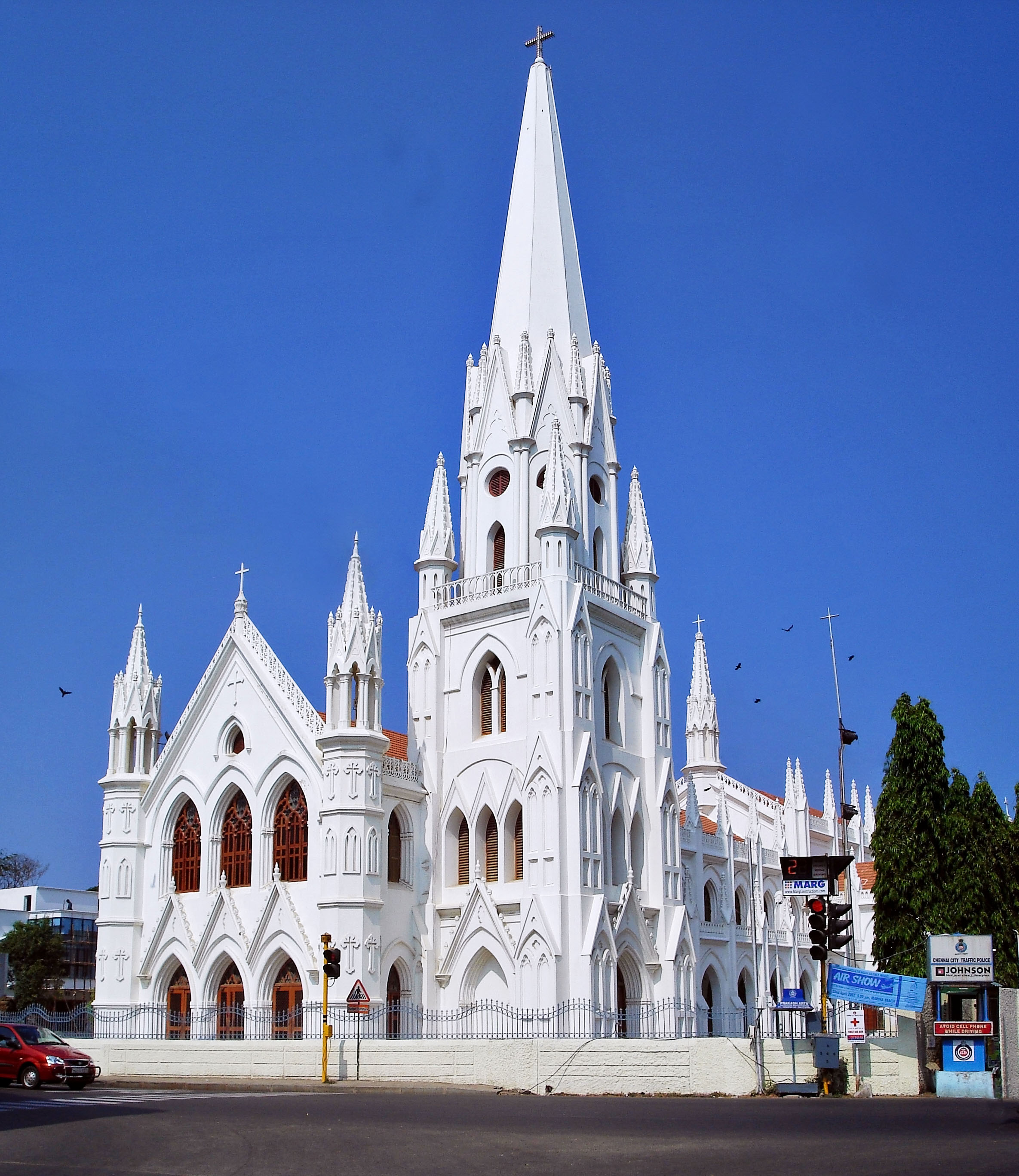
La basilique Saint-Thomas à Chennai.

Le catholicisme représente plus de dix-sept millions de fidèles en Inde, soit moins de 2 % de la population, et est la plus grande dénomination chrétienne du pays. Des missionnaires et des religieux catholiques y œuvrent depuis le  XVIe siècle. La conférence épiscopale de l'Inde a été fondée en 1944.
Les catholiques indiens pratiquent selon trois rites liturgique : le rite latin, majoritaire, le rite syro-malabare et le rite syro-malankare.

## Histoire
Selon la tradition, le christianisme a été introduit en Inde du Sud par l'apôtre Thomas en 52 après Jésus-Christ.
Les premiers missionnaires catholiques sont attestés au XIIIe siècle. Le franciscain Jean de Montecorvino arrive dans le sud de l'Inde en 1291. Il y prêche quelques mois et administre le baptême à quelques personnes. Un dominicain français, Jourdain de Séverac, débarque en 1321/1322, à peu près à la même époque qu'Odoric de Pordenone.

## Église et société
l'Église catholique indienne est composée en 2022 à 65 % de Dalits ou « intouchable », mais ceux-ci sont sous-représentés dans le Haut clergé et font face à des discriminations au sein de l'Église,.
Au départ les missionnaires évangélisaient principalement les élites de la caste des Brahmanes, espérant atteindre ainsi les autres castes, ce qui n'a pas eu lieu. Depuis la fin du XIXe siècle, elle accueille des Dalits qui forment depuis la majorité des catholiques.
Bien que largement composée de personnes indiennes, l'Église catholique est toujours considérée comme une religion étrangère en 2004.
Comme les autres confessions chrétiennes et la minorité musulmane, les catholiques souffrent de persécutions en raison de la propagande de l'Hindutva, nationalisme hindou.

## Diocèses

Les provinces et diocèses de rite latin de l'Église catholique en Inde.